# Hymenocoleus libericus
Hymenocoleus libericus là một loài thực vật có hoa trong họ Thiến thảo. Loài này được (A.Chev. ex Hutch. & Dalziel) Robbr. mô tả khoa học đầu tiên năm 1975.